# Тирада
Тира́да (фр. tirade от итал. tirata — вытягивание) — краткий и сильный монолог в драме, длинная фраза, произносимая в приподнятом тоне, выделяющаяся своей звонкостью и рассчитанная на внешний успех.
Из-за непрочной связи с развитием действия драмы, и представляя как бы посторонний элемент, тирада встречала у древних, строго державшихся принципа единства действия («semper ad eventum festinat» — всегда торопится к развязке), осуждение; однако находила у них место в ораторских обращениях античной парабазы.
Французская трагедия, проникнутая риторическим элементом, переполнена блестящими тирадами, дающими автору возможность выказать новые стороны своего дарования, артисту — своё декламаторское искусство, зрителям — встретить звучное общее место, отвечающее его запросам, сочувственными рукоплесканиями.

## Примеры
- Тирады-россказни щёголя Хлестакова о его мнимой жизни в Петербурге[3].